# 舩橋晴雄
舩橋 晴雄（ふなばし はるお、1946年（昭和21年）9月19日 - ）は、日本の官僚。元国土交通審議官。シリウス・インスティテュート代表取締役。

## 略歴
- 1968年（昭和43年）9月12日 国家公務員採用上級甲種試験（法律）合格
- 1969年（昭和44年） 東京大学法学部卒業
- 1969年（昭和44年）7月 大蔵省入省（銀行局総務課）
- 1973年（昭和48年）7月 大蔵省国際金融局総務課企画調整係長[1]
- 1974年（昭和49年）7月8日 高田税務署長
- 1975年（昭和50年）7月 国税庁調査査察部調査課長補佐[2]
- 1976年（昭和51年）2月 銀行局金融制度調査官付課長補佐心得[2]
- 1976年（昭和51年）10月 銀行局金融制度調査官付課長補佐[2]
- 1977年（昭和52年）6月 銀行局調査課長補佐[2]
- 1977年（昭和52年）7月 銀行局付(外務研修)[2]
- 1978年（昭和53年）5月 外務省在ベルギー日本国大使館二等書記官[3][2]
- 1979年（昭和54年）4月 外務省在ベルギー日本国大使館一等書記官[4][2]
- 1981年（昭和56年）7月 証券局流通市場課課長補佐[2]
- 1983年（昭和58年）6月16日 福岡国税局直税部長
- 1984年（昭和59年）6月20日 大蔵省大臣官房付
- 1984年（昭和59年）6月27日 大蔵省大臣官房文書課広報室長
- 1985年（昭和60年）6月25日 環境庁企画調整局環境保健部保健企画課長
- 1987年（昭和62年）6月1日 大蔵省大臣官房企画官
- 1988年（昭和63年）6月15日 大蔵省主税局国際租税課長
- 1989年（平成元年）5月15日 外務省在フランス日本国大使館参事官
- 1991年（平成3年）6月28日 大蔵省国際金融局金融業務課長
- 1992年（平成4年）6月26日 国税庁長官官房総務課長
- 1994年（平成6年）6月24日 大蔵省大臣官房参事官
- 1995年（平成7年）3月22日 東京税関長
- 1996年（平成8年）7月12日 国税庁課税部長
- 1997年（平成9年）7月11日 国税庁次長
- 1998年（平成10年）6月22日 証券取引等監視委員会事務局長
- 2000年（平成12年）6月30日 国土庁長官官房長
- 2001年（平成13年）1月6日 国土交通省政策統括官
- 2001年（平成13年）7月6日 国土交通審議官
- 2002年（平成14年）7月16日 退官
- 2003年（平成15年）2月 シリウス・インスティテュート株式会社代表取締役
- 2004年（平成16年）5月 一橋大学大学院国際企業戦略研究科客員教授
- 2005年（平成17年）3月 ケネディクス株式会社監査役
- 2005年（平成17年）6月 株式会社田中化学研究所監査役
- 2006年（平成18年）6月 鴻池運輸株式会社監査役
- 2007年（平成19年）4月 株式会社モリモト社外取締役
- 2007年（平成19年）12月 株式会社パソナグループ監査役
- 2009年（平成21年）6月 第一生命保険相互会社取締役
- 2017年（平成29年）4月 瑞宝重光章受章

## 著書
- 『イカロスの墜落のある風景――欧州経済史紀行』（創世記、1983年）
- 『鎖国の窓――異文化の受容と拒絶』（東急エージェンシー出版部、1986年）
- 『日本経済の故郷を歩く――蓮如から龍馬へ』（中央公論新社、2000年／中公文庫（上下）、2013年）
- 『あらためて経済の原点を考える――日本人の知恵と経済倫理』（かんき出版、2001年）
- 『新日本永代蔵――企業永続の法則』（日経BP社、2003年）
- 『「企業倫理力」を鍛える――誇りある会社をつくるシリウス・メソッド』（かんき出版、2007年）
- 『古典に学ぶ経営術三十六計』ウェッジ、2008年
- 『荻生徂徠の経営学　祀と戎』日経BP社、2010年
- 『経済六変　歴史から読む60の知恵』日経プレミアシリーズ（新書）、2010年
- 『中国経済の故郷を歩く』日経BP社、2014年
- 『純和風経営論』中央公論新社、2015年
- 『平安人物志　若冲・応挙・蕭白らを生んだ時代とその精神』中央公論新社、2016年
- 『藝術経営のすゝめ　強い会社を作る藝術の力』中央公論新社、2018年
- 『反「近代」の思想　荻生徂徠と現代』中央公論新社、2020年